# Filmcafé
A Filmcafé az AMC Networks International modern filmcsatornája az AMC és a Film Mania mellett, ami a Zone Romanticát váltotta fel.

## Története
A csatorna 1998-ban indult Romanitca néven. Kezdetben 06:00-tól 02:00-ig, napi 20 órában sugározta műsorát.
A csatorna bár 1998-ban indult, magyar hangsávot 2000. január 10-én kapott.
2006. június 26-tól a csatorna Zone Romantica néven működött.
2012. március 12-én a Chello Central Europe Zrt. levédette a „Film C”, „Film Café”, „Film Mania” és „Film Romantika” neveket a Szellemi Tulajdon Nemzeti Hivatalánál. Az év március 22-i tervek szerint a csatorna Film Romantika néven indult volna. 2012. május 24-én véglegesítették a csatorna nevét. A csatorna indulása ekkor került először nyilvánosságra, amelyre eredetileg július 15-én került volna sor. A csatorna végül 2012. július 2-án 16:00-kor vette fel a Film Café nevet.
2015. május 18-án újrapozicionálták a csatornát: új logót, arculatot, és műsorstruktúrát kapott. A weboldala megszűnt a megújulás után, így 3,5 évig csak Facebook-oldala és YouTube-csatornája volt, ám 2019 elején weboldaluk újra elérhetővé vált. 
A csatorna eredetileg 2020. január 1-től kikerült volna a DIGI kínálatából, de az utolsó napban sikerült megállapodni, így továbbra is elérhető marad. 2020. december 10-től a DIGI kínálatában elérhető lett a csatorna HD változata (az AMC-vel és a TV Paprikával együtt).

## Műsorstruktúra
Kezdetben, (Zone) Romanticaként kizárólag latin-amerikai, valamint 2002-től argentin és mexikói telenovellákat, továbbá 2003-tól videoklippeket is sugárzott.
2012. július 2-tól általános női szórakoztató adóvá változott a csatorna. Kínálatát családi, életrajzi, romantikus filmek, filmdrámák és vígjátékok, valamint amerikai, dél-amerikai és európai televíziós sorozatok, filmkulissza és saját készítésű műsorok alkották.
A 2015-ös újrapozicionálás során a csatorna kínálata többek között a fantasy, a kaland és a krimi műfajokkal bővült, ezzel fokozatosan elengedve az addigi műsorstruktúrát.
A televíziós sorozatok 2018 és 2022 folyamán kerültek le a csatornáról, így a csatorna csak filmeket és filmkulissza műsorokat sugároz. 
A csatorna teljes mértékben alkalmazkodik a helyi célközönség igényeihez, és egyedi műsorokkal igyekszik szórakoztatni széles körű nézőközönségét a hét minden napján, a nap 24 órájában.

## Arculata
A csatorna Romantica-ként három alkalommal cserélt logót, és arculatot. A 2002-ben debütált arculat tervezője az Ostra Delta volt.
A Zone Romantica egész élete alatt használt arculatát a Kemistry tervezte.
A csatorna kezdetben magyar médiahatóság alá tartozott a 2015-ös arculatváltásig, onnantól a csatorna a cseh médiahatóság alá került, és azóta csak a magyar 18-as karikát használja.
2022. április 12-én 06:00-tól a csatorna új arculatot kapott.
A csatorna hangja (Romanticaként) 2000-től 2002-ig ismeretlen, 2002-től 2006-ig női hangja Madarász Éva, férfi hangja ismeretlen, Zone Romanticaként Böhm Anita és Németh Kriszta volt, jelenlegi csatornahangja 2010 óta Peller Anna, néhány ajánló azonban a Film Mánia hangjával, Dányi Krisztiánnal készül. A csatorna reklámidejét az RTL Saleshouse értékesíti.